# Metadiaea
Metadiaea là một chi nhện trong họ Thomisidae.